# Sondheim (Mellrichstadt)

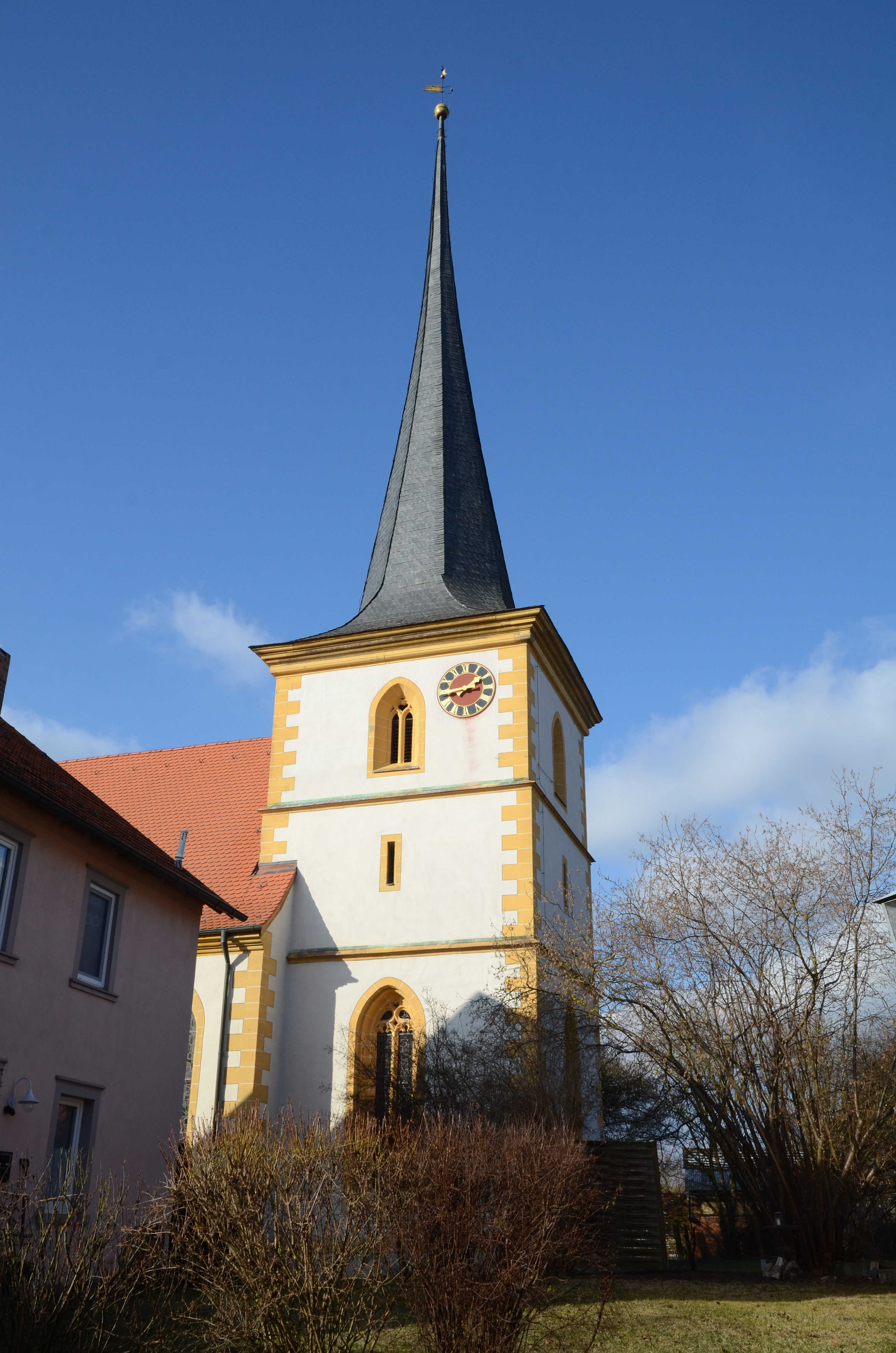
Kirche von Sondheim

Sondheim im Grabfeld ist ein Gemeindeteil der Stadt Mellrichstadt im unterfränkischen Landkreis Rhön-Grabfeld in Bayern.

## Geografische Lage
Das Pfarrdorf liegt im unterfränkischen Teil des Grabfelds direkt an der Grenze zu Thüringen.

## Geschichte

### Geschichte bis zum 16. Jahrhundert
Der Ort Sondheim im Grabfeldgau wurde im Jahr 755 erstmals in einer Schenkungsurkunda an das Kloster Fulda erwähnt. 867 wird der Ort in einer weiteren Urkunde des Klosters Fulda als „Villa Sondheim in Pago Grabfeld“ bezeichnet. Eine eindeutige Zuordnung anderer zeitlicher Ortserwähnungen fällt aufgrund Verwechslungsmöglichkeit mit dem nahen Sondheim vor der Rhön schwer.
Nach der Herrschaft der Grabfelder Gaugrafen kam der Ort schon frühzeitig an die Grafschaft Henneberg. Bei der Hennebergischen Landesteilung im Jahr 1274 kam Sondheim an die Linie Henneberg-Hartenberg, die ihren Stammsitz auf der Hartenburg im nahe gelegenen Römhild hatte. Diese verkaufte Sondheim im Jahre 1371 zusammen mit seinem gesamten Besitz an die Linie Henneberg-Aschach. Durch zwei Erbteilungen der Linie Henneberg-Aschach in den Jahren 1468 und 1532 kam die Landesherrschaft über Sondheim als Teil des Amts Römhild an Graf Berthold XVI. von Henneberg-Römhild, welcher seinen Besitz 1548 an die Grafen von Mansfeld verkaufte. Diese veräußerten das Amt Römhild mit Sondheim im Jahr 1555 an die ernestinischen Wettiner.

### 16.–18. Jahrhundert
Zur Zeit der Reformation im Jahre 1544 pfarrte Sondheim in das benachbarte Berkach, das katholisch blieb. Die Bevölkerung besuchte deshalb die Gottesdienste im protestantischen Behrungen, was 1555 bei einer Visitation bemerkt wurde. Zwischen 1606 und 1608 wurde die Kirche erbaut. Den ersten Pfarrer erhielt der Ort im Jahre 1618. 

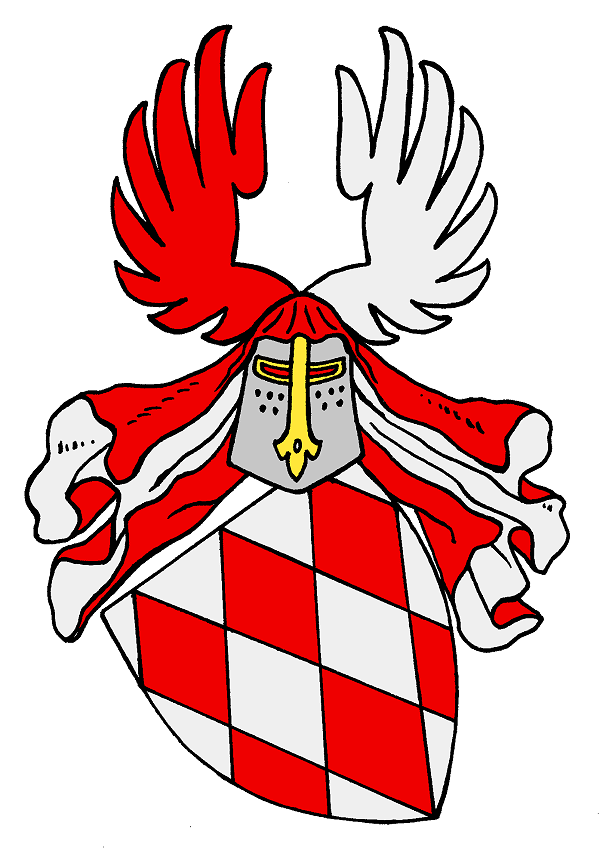
Stammwappen derer von Mansfeld

Aufgrund von Erbteilungen gehörte Sondheim als Teil des Amts Römhild in der Folgezeit zu folgenden Herzogtümern:
- ab 1572 zu Sachsen-Coburg-Eisenach
- ab 1596 zu Sachsen-Coburg
- ab 1633 wieder zu Sachsen-Coburg-Eisenach
- ab 1638 zu Sachsen-Altenburg
- ab 1672 zu Sachsen-Gotha-Altenburg
- ab 1680  Sachsen-Römhild.

Im Dreißigjährigen Krieg plünderten die Kroaten den Ort und brannten ihn nieder. Nur die 1608 errichtete Kirche und ein 1611 erbautes Häuslein überstanden die Zerstörung. Nach dem Tod des Herzogs von Sachsen-Römhild wurde die Landesherrschaft über das Amt Römhild im Jahr 1710 aufgeteilt unter Sachsen-Coburg-Saalfeld (1⁄3) und Sachsen-Meiningen (2⁄3).

### 19. Jahrhundert bis zur Gegenwart

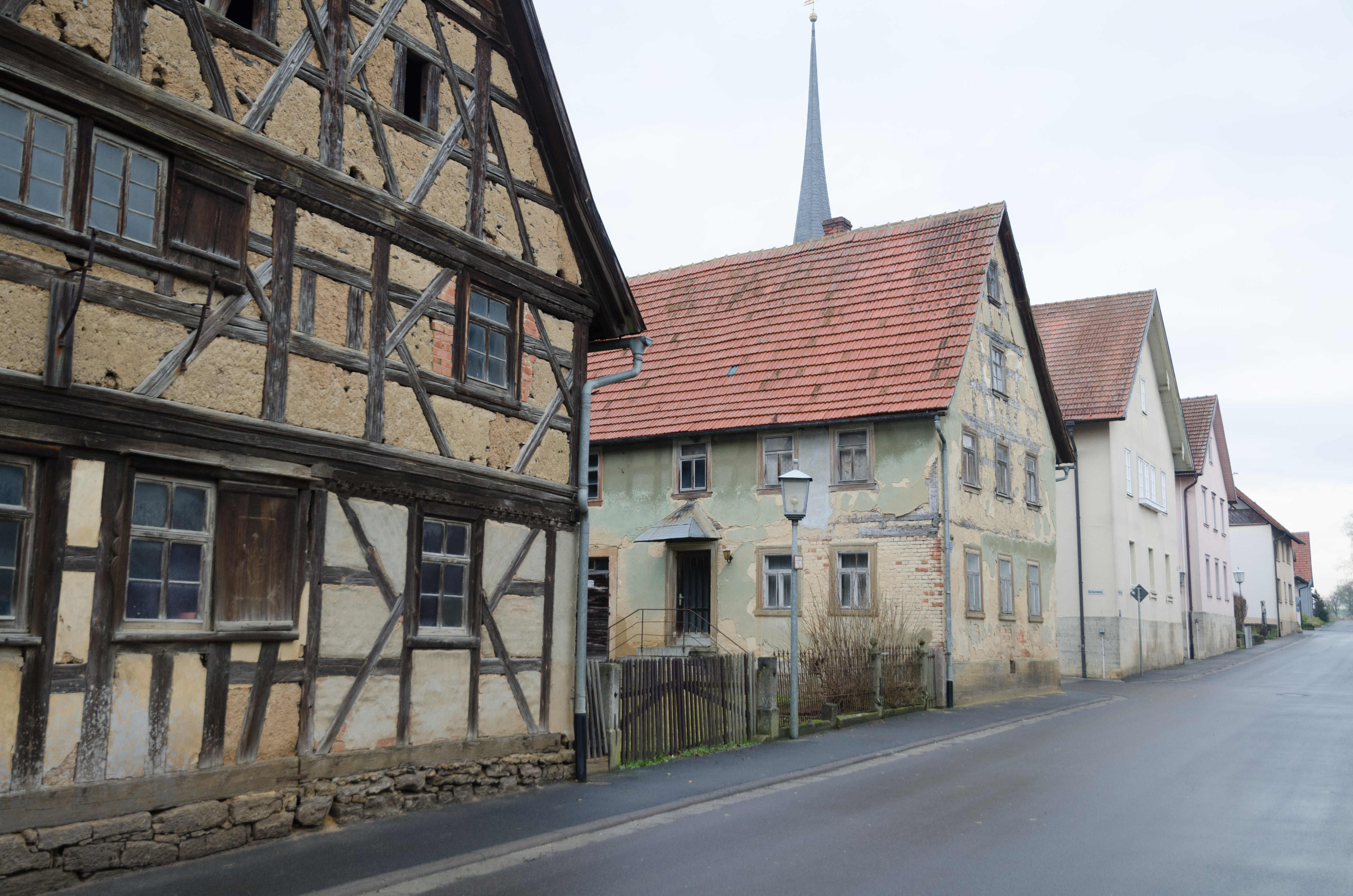
Grabfeldstraße in Sondheim

Der „Reinigungsvertrag“ zwischen dem Großherzogtum Würzburg und Sachsen-Meiningen, der am 20. Juni 1808 unterzeichnet wurde, regelte die Grenze zwischen dem Großherzogtum Würzburg und dem herzoglich sachsen-meiningischen und sachsen-römhildischen Gebiet neu, wobei der Ort Sondheim im Grabfeld im Tausch mit Wolfmannshausen an Würzburg abgetreten wurde.
Mit der Auflösung des Rheinbundes 1814 und dem Beschluss des Wiener Kongresses fiel das Großherzogtum Würzburg größtenteils an das Königreich Bayern. Im Zuge der Verwaltungsreformen in Bayern entstand mit dem Gemeindeedikt von 1818 die Gemeinde Sondheim. Der Ort gehörte ab 1817 zum Untermainkreis, der 1838 in Unterfranken und Aschaffenburg (später nur noch Unterfranken) umbenannt wurde. Seit 1918 liegt Sondheim im Freistaat Bayern.
Nach dem Zweiten Weltkrieg lag Sondheim direkt an der Innerdeutschen Grenze, wodurch der Ort durch die Grenzsicherungsmaßnahmen der DDR von seinen historischen Wurzeln nach Thüringen abgeschnitten wurde. Ein Mitte der 1970er Jahre an der Straße nach Berkach auf thüringischer Seite erbauter Grenztum erinnert heute als „Grenzdenkmal Berkach“ an diese Zeit. Am 1. Mai 1978 wurde Sondheim im Grabfeld in die Stadt Mellrichstadt eingegliedert.

### Schloss
Eine Urkunde aus dem Jahr 1379 belegt die Existenz eines Schlosses im Ort. Dieses wurde wahrscheinlich im Bauernkrieg 1525 zerstört. Dabei wurden wahrscheinlich die Edelleute von Herbilstadt, welche im Lehnsbesitz des „Henneberger Hofs“ waren, vertrieben.

## Kultur und Sehenswürdigkeiten

### Religionen
Die evangelische Kirche von Sondheim wurde zwischen 1606 und 1608 erbaut. Zwischen 1618 und 1975 hatte der Ort einen eigenen Pfarrer. Die evangelische Pfarrkirche im Ort gehört zur Pfarrei Mühlfeld im Evangelisch-Lutherischen Dekanat Bad Neustadt an der Saale.
Im Jahr 1734 wurde an der Westseite der Kirche das „Schneckentürmchen“ angefügt, das einen äußeren Zugang zu den Emporen und zum Kirchturm ermöglicht. Der ursprüngliche Taufstein wurde 1688 durch einen holzgeschnitzten barocken Taufengel ersetzt. Beim Abriss eines alten Backhauses fand man 1955 eine alte gotische Taufschale, die nun vor der Kirche präsentiert wird. Neben dem ölgemalten Altarbild, das einen Christus am Kreuz zeigt, existiert ein großes nachgotisches Christophorus-Wandbild an der Südseite des Kirchenschiffes.

### Baudenkmäler
- Feuerwehrgerätehaus (Sondheim im Grabfeld)

## Verkehr
Sondheim liegt an der Bundesautobahn 71, die nächste Anschlussstelle ist die Abfahrt „Mellrichstadt“. In der Nähe des Orts befindet sich die Rastanlage „Mellrichstädter Höhe“.